# Qayamat Se Qayamat Tak
Pour plus de détails, voir Fiche technique et Distribution.
Qayamat Se Qayamat Tak (क़यामत से क़यामत तक) est un film indien réalisé par Mansoor Khan, sorti en 1988.

## Synopsis
Une transposition de Roméo et Juliette en Inde.

## Fiche technique
- Titre : Qayamat Se Qayamat Tak
- Titre original : क़यामत से क़यामत तक
- Réalisation : Mansoor Khan
- Scénario : Nasir Hussain
- Musique : Anand Chitragupth et Milind Chitragupth
- Photographie : Kiran Deohans
- Montage : Zafar Sultan
- Production : Nasir Hussain
- Société de production : Nasir Hussain Films et United Producers
- Pays de production :  Inde
- Genre : Drame, film musical et romance
- Durée : 162 minutes
- Date de sortie : 
  - Inde : 29 avril 1988

## Distribution
- Aamir Khan : Raj
- Juhi Chawla : Rashmi
- Goga Kapoor : Randhir Singh
- Dalip Tahil : Dhanraj Singh
- Ravindra Kapoor : Dharampal Singh
- Asha Sharma : Mme. Saraswati Singh
- Alok Nath : Jaswant Singh
- Raj Zutshi : Shyam
- Shehnaz Kudia : Kavita
- Charushila : Parvati
- Beena Banerjee : Saroj, la mère de Raj
- Reema Lagoo : Mme. Kamla Singh
- Nandita Thakur : Indumati
- Ahmed Khan : Bhagwandas
- Arjun : Ratan Singh
- Ajit Vachani : Vakil Biharilal
- Viju Khote : Maan Singh
- Babbanlal Yadav : Totaram
- Arun Mathur : Raghuveer Singh
- Seema Vaz : Madhumati
- Mukesh : Hamid Khan
- Shehzad Khan : Shahid Khan
- Makrand Deshpande : Baba
- Shiva Rindani : Balwant Singh
- Usha : Seema
- Imran Khan : Raj jeune
- Charusheela Sabale : Parvati

## Distinctions
Le film a été nommé pour dix Filmfare Awards et a remporté huit prix : Meilleur film, Meilleur réalisateur, Meilleur musique, Meilleur chanteur de playback pour Udit Narayan (pour la chanson Papa kehte hain), Meilleur scénario, Meilleur directeur de la photographie, Meilleure révélation masculine pour Aamir Khan et Prix Lux du nouveau visage pour Juhi Chawla.